# Салва Кир Мајардит
Салва Кир Мајардит (енгл. Salva Kiir Mayardit) је други председник Јужног Судана по реду, пошто је наследио преминулог Џона Гаранга 2005. године. Мајардит је и председник Народног покрета за ослобођење Судана. Реизабран је на председничким изборима 2010. године, са укупно 93% гласова.

## Биографија
Салва Кир је био члан сепаратистичке организације Ањања за време Првог суданског грађанског рата, којој се придружио у касним 1960-им. Оснивањем Народног покрета за ослобођење Судана од стране Џона Гаранга 1983. године, већина војних заповедника Ањање придружила се овом покрету, међу њима и Мајардит. Заједничким снагама су учествовали у другом грађанском рату (1983-2005). Гаранг је имао мало војног искуства, па је тај део препустио ветеранима Ањање. Салва Кир је временом напредовао и достигао високи чин у НПОС-у.
Смрћу Гаранга, Салва Кир је 2005. постао председник Јужног Судана, а реизабран је 2010. године на ту позицију. Од 11. августа 2005. године он обавља и дужност првог потпредседника северног Судана, сходно Свеобухватном мировном договору.